# Nicotiana benavidesii
Nicotiana benavidesii är en potatisväxtart som beskrevs av Goodspeed. Nicotiana benavidesii ingår i släktet tobak, och familjen potatisväxter. Inga underarter finns listade i Catalogue of Life.